# استرینگتاون (میسیسیپی)
استرینگتاون (به انگلیسی: Stringtown) یک منطقهٔ مسکونی در ایالات متحده آمریکا است که در شهرستان بولیوار، میسیسیپی واقع شده‌است. استرینگتاون ۳۹٫۹۳ متر بالاتر از سطح دریا قرار دارد.